# جون هوكينغ
ولد في السادس من أغسطس سنه 1957 في أستراليا يشغل منصب مساعد الامين العام ل الأمم المتحدة والمسجل العام في المحكمة الجنائية الدولية ليوغوسلافيا السابقة ولأليه المحاكم الدولية 

## السيرة
عين جون هوكين من قبل الامين العام بان كي مون لولايتين. الاولي من الخامس عشر من مايو سنة 2009 والثانية في الخامس عشر من مايو سنة 2011. لقيادة التسجيل العام في المحكمة الجنائية الدولية ليوغوسلافيا السابقة وهي عضو محايد في المحكمة مسؤول عن توفير المساعدات القانونية والدبلوماسية والأداريه للقضاة والأدعاء والدفاع علي وجه سواء. وكذلك في الثامن عشر من ينايرمن العام 2012 عين الامين العام بان كي مون جون هوكينغ كأول مسجل لأليه المحاكم الجنائية الدولية وأوكل أليه مهمة إنشاء الألية.
إلتحق هوكينغ بالمحكمة الجنائية الدولية ليوغوسلافيا السابقة في عام 1997 كمنسق قانوني في أول إجراء متعدد المتهمين في قضيه الأغتصابات اثناء الحرب البوسنية شبليجي. بعد ذلك عمل ككبير الضباط القانونين في دائرة الاستئناف المشتركة لكل من المحكمة الجنائية الدولية ليوغوسلافيا السابقة والمحكمة الجنائية الدولية لرواندا. وعمل أيضا كنائب المسجل العام في المحكمة الجنائية الدولية ليوغوسلافيا السابقة خلال الفترة ما بين 2004 و 2009 .
قبل التحاقه ب الأمم المتحدة عمل هوكينغ كمستشار قانوني وسياسي في كل من منظمة التعاون والتطوير القتصادي منظمة التعاون الاقتصادي والتنمية واختصارها OECD في باريس. وكذلك في التلفزيون والراديو الأسترالي متعدد الثقافات. وخدمة الأذاعة المتخصصة. ومعهد الأفلام البريطاني في لندن. وكذلك في هيئة الأفلام الاستراليه.
في أيامه الاولي عمل هوكينغ كمساعد قانوني للقاضي مايكل كبربي  والرئيس السابق لمحكمة الاستئناف وقاضي المحكمة العليا الاستراليه وكذلك لمحامي حقوق الإنسان جوفري روبرتسون في لندن.
دعي هوكينغ للجلوس القانوني في لينكولين إن  في لندن واعترف به كمحام في المحاكم العليا لفكتوريا ونيو ساوث ويلز في أستراليا.
يحمل هوكينغ درجة الماجستير في القانون بتقدير جيد جدا من كلية لندن للاقتصاد ودرجة البكلاريوس في القانون من جامعة سيدني  بالإضافة لدرجة البكلاريوس في العلوم من جامعة موناش في ميلبورن الاستراليه. حضر هوكينغ التعليم التنفيذي في جامعة هارفرت.